# (78250) 2002 PE9
2002 بي إي 9 (ويعرف أيضًا باسم (78250) 2002 بي إي 9 وفق تسمية الكوكب الصغير) (بالإنجليزية: 2002 PE9)‏ هو كويكب ضمن حزام الكويكبات؛ وترتيبه 78250 من حيث الاكتشاف.
اكتُشف هذا الجُرم الفلكي بواسطة تعقب الأجرام القريبة من الأرض في 5 أغسطس 2002.

## وصلات خارجية
- (78250) 2002 PE9 في قاعدة بيانات مختبر الدفع النفاث لأجرام النظام الشمسي الصغيرة

- الاكتشاف · مخطط المدار ·  العناصر المدارية · المعلمات المادية

- (78250) 2002 PE9 على موقع ويكي سكاي: DSS2, SDSS, GALEX, IRAS, Hydrogen α, X-Ray, Astrophoto, Sky Map, Articles and images